# Dokumentacja powykonawcza
Dokumentacja powykonawcza – dokumentacja budowy z naniesionymi zmianami dokonanymi w toku wykonywania robót oraz geodezyjnymi pomiarami powykonawczymi. Przedmiotowa definicja tego pojęcia zawarta jest w prawie budowlanym (art. 3 pkt 14 PB). Przygotowanie tej dokumentacji należy do podstawowych obowiązków kierownika budowy (art. 22 pkt 8 PB). Dokumentacja powykonawcza (razem z innymi dokumentami), po zakończeniu budowy i oddaniu obiektu budowlanego do użytkowania, podlega przekazaniu przez inwestora na rzecz właściciela lub zarządcy danej nieruchomości (art 60 PB). Właściciel ten lub zarządca są zobowiązani przechowywać dokumentację powykonawczą (wraz z pozostałymi dokumentami) przez cały okres istnienia obiektu budowlanego (art 63 PB).
Na dokumentację powykonawczą składają się więc następujące elementy:
- dokumentacja budowy (art. 3 pkt 13 PB) z naniesionymi zmianami dokonanymi w toku wykonywania robót
  - pozwolenie na budowę wraz z załączonym projektem budowlanym
  - dziennik budowy
  - protokoły odbiorów częściowych i końcowych
  - rysunki i opisy służące realizacji obiektu (w miarę potrzeby)
  - operaty geodezyjne
  - książki obmiaru
  - dziennik montażu (przed 27 stycznia 2023 r., tylko dla przypadku realizacji obiektu budowlanego metodą montażu)
- geodezyjne pomiary powykonawcze.